# 伊美区
伊美区（いび-く）は、中華人民共和国黒竜江省伊春市に位置する市轄区。

## 歴史
2019年7月に伊春区・美渓区および烏馬河区の一部が合併し、伊美区が発足。

## 行政区画
以下の区域を管轄する。
- 街道：朝陽街道、前進街道、紅升街道、旭日街道、新欣街道、南郡街道
- 鎮：東升鎮、美渓鎮
- 林場：大西林林場、順利河林場、青山口林場、金沙河林場、樺皮羌子林場、碧倉庫林場、臥龍河林場、伊敏林場、青山林場、西嶺林場
- 経営所：五道庫経営所、緩嶺経営所、対青山経営所、群巒経営所、蘭新経営所、松嶺経営所、三股流経営所、伊東経営所、翠嶺経営所、河北経営所、育苗経営所、安全経営所、伊青経営所、前進経営所、伊林経営所
- 農場：東方紅農場

## 健康・医療・衛生
- 伊春林業中心医院